# Рахмани

«Рахмани радіють Великодню», гравюра Марчела Олінеску.

Рахма́ни — за українським народним повір'ям, мешканці міфічного краю, праведні християни. Вірування про рахманів поширені по всій правобережній Україні.

## Образ рахманів
Рахмани живуть у далекій східній країні чи у Вирії, де моляться за праведних та грішних людей світу. Про них їм розповідають янголи, зокрема про те, кому скільки судилося жити.
Під час посту харчуються не фруктами, як зазвичай, а манною небесною. Лише за появою манни орієнтуються в часі, бо, за народним повір'ям, не ведуть власного числення часу. Саме через це святкують Великдень, коли до них допливають шкарлупки яєць, викинуті у воду іншими народами.
Рахмани і Рахманський Великдень згадуються ще в Повісті минулих літ із посиланням на Георгія Амартола.
Також існує фантастичне сказання про блаженне життя брахманів, або індійських брамінів, навернених у християнство, — «Ходіння Зосима до рахманів» (в оригіналі XIV ст. рахмани не згадуються, але описані в пізніших версіях). У ньому оповідається, що Зосим сорок днів не їв та прохав Бога показати йому край блаженних християн. Бог виконав його бажання: верблюд перевіз Зосима через пустелю, а потім його вітром принесло до річки, за якою жили блаженні. Зосим перетнув річку схиленими над берегом деревами і провів на рахманській землі сім днів. Зосимові свою турботу про інші народи в молитвах рахмани пояснили словами: «ми від вашого роду є».
У «Ходінні…» розказується, що рахмани цілодобово моляться, харчуються плодами землі і п'ють солодку воду, що витікає з-під кореня якогось дерева. У них немає ані залізного посуду, ані залізних ножів, ані золота, срібла, одягу, будинків (ночують у печерах). Вони не знають вогню та не вирощують виноград. Шлюби серед рахманів існують лише до другої дитини в сім'ї, після появи якої чоловік та жінка живуть у целібаті. Живуть рахмани від 100 до 860 років, а деякі і до 1800. Знають час своєї смерті та вмирають без хвороб та страху.
За деякими народними повір'ями, рахмани мешкають під землею, а шкарлупки перетворюються назад на цілі яйця, коли вони допливають у рахманський край. Одного яйця вистачає на рік дванадцятьом рахманам. Вони можуть покарати тих, хто працюють у полі на Великдень, і земля на 7 років стане безплідною.
На Галичині рахманами переносно називали також тих, хто голодують; або людей, які пробачають велику образу.

## Обрядовість, пов'язана з рахманами
З віруванням в існування цього народу пов'язана українська традиція пускати рікою в Страсний четвер або суботу шкарлупки великодніх яєць. Вважалося, що рахмани святкуватимуть Великдень, коли ці шкарлупки допливуть до них, а саме на Переполовинення П'ятдесятниці. Через це Переполовинення в народі називалось Рахманським Великоднем.

## Трактування образу
Рахмани можуть трактуватися як індійські брахмани, відомості про яких дійшли до античного світу під час походів Александра Македонського. Учень Діогена Сінопського, Онесікріт, популяризував образ брахманів як щасливих людей, які відмовилися від здобутків цивілізації. Також у них вбачаються біблійні рехавіти, що утримуються від вина.